# Râul Bosnyak
Râul Bosnyak este un mic curs de apă, afluent al râului Târnava Mare. Râul traversează intravilanul orașului Odorheiu Secuiesc unde este regularizat, 

## Hărți
- Harta județului Harghita